# Chance Records
Chance Records est un label discographique indépendant américain actif entre 1950 et 1954.

## Histoire
Chance Records ouvre ses portes en septembre 1950. Au départ, la société est hébergée dans les locaux de Sheridan's American Record Distributors, 2011 South Michigan Avenue à Chicago. Parmi les premiers artistes à enregistrer pour la société figurent le Al Sims Trio, un groupe de blues des quartiers chics, et un combo dirigé par le saxophoniste ténor John « Schoolboy » Porter, qui avait développé un style RnB vigoureux au sein de l'orchestre de Cootie Williams. L'interprétation par Porter de Tennessee Waltz, un tube très repris en 1950, se vend suffisamment bien pour que l'usine de pressage de Sheridan, Armour Plastics, ne puisse répondre à la demande et que de nombreux exemplaires soient pressés par RCA Victor. Porter y contribuera régulièrement jusqu'à son départ de Chicago en 1952.
En 1951, cependant, la société a de gros problèmes avec la Fédération américaine des musiciens pour avoir employé du personnel non syndiqué sur l'une des sessions de Schoolboy Porter. La société perd sa licence pour enregistrer avec des musiciens syndiqués pendant un an, bien que Sheridan soit en mesure de travailler sur quelques sessions de groupes de gospel, qui à l'époque étaient presque tous non syndiqués. Il restera persona non grata auprès de la Musicians Union Local 208 pendant de nombreuses années.
Bien qu'étant interdit de faire de nouveaux enregistrements, Sheridan récupère astucieusement des éléments à sortir de nombreux petits labels : la première session du pianiste de jazz John Young, la toute première session de Little Walter, un single longtemps épuisé de Sunnyland Slim et trois 78 tours de John Lee Hooker, tous sortis sous le pseudonyme peu exigeant de John L. Booker.
Chance se rétablit rapidement lorsque l'interdiction prend fin en mai 1952, et Sheridan déménage le label et ses activités de distribution au 1151 East 47th Street. Le chanteur de blues Brother John Sellers, le trompettiste de jazz King Kolax, le guitariste de blues Homesick James et le blues shouter Jo Jo Adams s'ajoutent à la liste. À l'automne, le bassiste Al Smith prend la tête d'un orchestre composé du saxophoniste ténor Red Holloway, du guitariste Lefty Bates et du batteur Vernel Fournier ; Bobby Prince est l'un des premiers chanteurs qu'ils accompagnent.
Chance atteint son apogée en 1953. Une collaboration avec JOB Records de Joe Brown a permis à Homesick James de sortir un nouvel album, dont son titre fétiche Homesick, à Arthur « Big Boy » Spires de sortir un nouvel album, et à Sunnyland Slim et Johnny Shines de sortir d'autres titres qui ne sont publiés que plus tard. La liste des artistes de blues de la société s'enrichit de Lazy Bill Lucas et Willie Nix, et le chanteur/guitariste Rudy Greene enregistre également pour Chance.
Sheridan investit beaucoup dans le doo-wop, signant deux des deux meilleurs groupes de l'époque, The Flamingos et The Moonglows, ainsi que le combo RnB établi dirigé par Tommy Dean, et les groupes de jazz du pianiste Jimmy Binkley et du trompettiste Conte Candoli. Au cours de l'été, Sheridan ouvre une nouvelle filiale appelée Sabre au 1225 East 47th Street pour gérer une partie de son catalogue en expansion. Deux groupes de doo-wop signés par Sheridan, les Five Echoes et les Five Blue Notes, enregistrent exclusivement pour la nouvelle filiale. En juin 1953, Sheridan donne un coup de main à un groupe émergent de Gary, dans l'Indiana, appelé Vee-Jay Records, qui a besoin d'aide pour le marketing et la distribution de ses premières sorties, celles du bluesman Jimmy Reed et du groupe vocal The Spaniels. Chacun bénéficie d'une sortie parallèle sur Chance.
En 1954, la société enregistre The Moonglows, The Flamingos, ainsi qu'un nouveau groupe vocal appelé les Five Chances. Elle reprend ce qui est probablement son groupe de gospel le plus en vue, les Famous Boyer Brothers. Un single du blues shouter Freddie Hall sort du minuscule label Ebony, dirigé par J. Mayo Williams. J. B. Hutto, qui fait ses débuts sur le label Chance, est l'une des principales nouvelles signatures dans le domaine du blues. Cependant, en juin 1954, Al Smith et son corps de musiciens de studio déménagent chez Vee-Jay. Sabre Records sort son dernier disque en août. Sheridan met fin à Chance Records en décembre 1954, devenant un investisseur en coulisses dans la nouvelle société. Ewart Abner, qui avait été le bras droit de Sheridan chez Chance, travailla pour Vee-Jay au début de l'année 1955.

## Groupes et artistes
- The Flamingos
- Sunnyland Slim (sous le pseudonyme de Delta Joe)
- John Lee Hooker (sous le pseudonyme de John Lee Booker)
- Jo Jo Adams
- J.B. Hutto
- Rudy Greene